# Единственный и его достояние
«Единственный и его достояние» (нем. Der Einzige und sein Eigenthum; также переводилась как «Единственный и его собственность») — работа немецкого философа анархо-индивидуалистического толка Макса Штирнера, датируемая 1844 годом. Она представляет собой радикальную номиналистическую и индивидуалистическую критику, с одной стороны, христианства, национализма и традиционной морали, а с другой — гуманизма, утилитаризма, либерализма и большинства участников расцветавшего тогда социалистического движения, вместо этого оправдывая антиморалистический (но не аморальный или асоциальный) эгоизм. Она оказала большое влияние на развитие анархизма, экзистенциализма, нигилизма и постмодернизма.
Первая часть текста начинается с изложения трехсторонней диалектической структуры, основанной на индивидуальных этапах жизни (Детство, Юношество и Зрелость). В первом реалистическом этапе дети ограничены внешними материальными силами. После достижения юношеского возраста они начинают учиться, как преодолеть эти ограничения с помощью того, что Штирнер называет «самопознанием разума». Тем не менее на идеалистическом уровне юность порабощается внутренними силами, такими как совесть и разум, и другими «привидениями» и «навязчивыми идеями» (в том числе религией, национализмом и другими идеологиями). Заключительный этап — «эгоизм» — взрослый свободен от всех внутренних и внешних ограничений, приобретая личностное самоуправление.
"Вся знаменитая книга Штирнера о «Единственном» сконструирована из различных триад, часть которых прямо заимствована у Гегеля, а большинство весьма искусственны и грубо выстроены", — отмечает кандидат философских наук, старший научный сотрудник сектора истории политической философии Института философии РАН А. Баллаев.

## История написания
В период работы над книгой Штирнер ни с кем о ней не говорил и никому не показывал. Но среди посетителей кружка в пивной Гиппеля ходили слухи о том, что он работает над обширным сочинением.
Первоначально работа должна была называться «Я». Это название затем было использовано для второй части книги.

## Содержание книги
Работа состоит из двух частей, «Человек» и «Я». Первая часть предваряется введением, которое озаглавлено «Ничто — вот на чём я построил своё дело». Этой же фразой оканчивается её вторая часть. Книга открывается посвящением «Моей возлюбленной Марии Денгардт».
Первая часть состоит из глав «Человеческая жизнь» и «Люди древнего и нового миров». В первой главе рассматриваются три возраста человека: детство соотносится с земным, юношество — с небесным, духовным, идейным, а зрелость — с плотским, личным, эгоистическим интересом. Вторая глава делится на три раздела: «Древние», «Новые» и «Свободные». Древние люди — это дети, реалисты, язычники. Люди нового времени — мечтатели, идеалисты, христиане. Свободные — современники, всё ещё погружённые в предрассудки христианства. Древние стремились постигнуть мир, новые люди постигали бога. Гуманисты, подобно софистам, сделали свободной игру разума, а Реформация, как в древности Сократ, взялась за воспитание сердца, освободив его от доктрины христианства. Дух сделался свободным и жаждет исправить мир по своему усмотрению, чтобы искупить его.
Раздел «Новые» содержит три части: «Дух», «Одержимые» (также содержит части «Призрак» и «Помешательство») и «Иерархия». Дух — творец духовного мира, который существует только в своём творении. Он нечто другое, чем «я»: «Я — ни бог, ни человек, ни высшее существо, ни моя сущность». Нас окружает мир привидений, в котором мы все являемся привидениями, «сущностями». Признак «священного» — его чуждость. Над нами стоят истина, право, закон, добро, брак, общее благо, порядок, отечество, человечество, которые являются навязчивыми идеями. Нельзя освободиться от религии, не освободившись от морали, нравственности, человечности и бескорыстия. Внушённому противопоставляется собственное — то, чем можно распоряжаться по своему произволу. Иерархия — это господство мыслей, которое и есть господство духа. Философия — это всевластие духа. Диалектика Гегеля является триумфом духовного деспотизма и находится в полном согласии с протестантизмом, который стремится сделать всё мирское священным. Понятия решают всё, регулируют жизнь и господствуют в мире.
Раздел «Свободные» также содержит три части: «Политический либерализм», «Социальный либерализм» и «Гуманитарный либерализм».
Первая часть книги завершается примечанием.
Вторая часть состоит из глав «Принадлежность себе (Своеобразие)», «Собственник» и «Единственный».

### Учение Единственного
Диалектик Штирнер продолжил младогегельянское «исправление» Гегеля на «земной» лад: высвобождение реального индивида из-под гнёта отчуждённых абстракций. Помимо собственной «теории» индивидуализма в книге представлена критика учения Л. Фейербаха о христианизированном человеке в религии, учения первого теоретика немецкого коммунизма В. Вейтлинга о праве, собственности, справедливом распределении и сущности труда; представлена развёрнутая критика апологетов «патерналистского государства» из числа немецких «государственных социалистов».
Новый подъём интереса к Максу Штирнеру наметился только в связи с Фридрихом Ницше, когда выяснилось, что многое из того, что проповедовал Ницше, уже содержалось в «Единственном».
Написанная более 150 лет назад, книга с неизбежностью несёт на себе отпечаток своего времени, хотя иной раз даже полемические места, направленные против Бруно Бауэра или Людвига Фейербаха, остаются актуальными для нас. Сегодня важнее осмыслить ту фундаментальную установку, базируясь на которой Штирнер выстраивает здание своей концепции.
Если бы мы додумывали каждую мысль до конца, нам бы хватило всего одной. Достаточно прочесть первую (и последнюю) фразу «Единственного», чтобы вывести всё остальное самому:

Ничто — вот на чём я построил своё дело.
Мы живём в мире, полном призраков и одержимых, — говорит нам Штирнер. Везде и всюду нам стремятся доказать, что смысл и цель нашего существования лежат где-то вне нас. Что просто необходимо найти этот смысл и пожертвовать своими интересами и своей жизнью ради воплощения этой цели, другими словами, стать одержимыми. Не проще ли, не лучше ли, не выгоднее ли, наконец, отбросив жадные идеалы строить своё дело на себе самом — на «преходящем, смертном творце», короче говоря, на Ничто?
Итак, на пути к полному самоосуществлению первым шагом явилось самоопределение, то есть тотальное освобождение от всего «не моего». А «то, что для меня свято, уже не моё собственное». «Бог», «Родина», «Народ» и прочие вызывающие ужас и благоговейный страх понятия, перед которыми веками преклонялись люди, были взвешены и найдены слишком лёгкими. Это — приведения, лучшим средством от них будет отсутствие веры.
Несколькими десятилетиями спустя философы с «ужасом» скажут об укоренённости человеческого существования в Небытии. Но Штирнеру нет никакого дела и до человека, ибо человек — это такой же миф, как и любое Верховное Существо, в честь которого производятся кровавые жертвоприношения. Поэтому Единственный станет свободным, только отбросив навязанного ему человека, и только вместе с кожей человеческого слезут с него ороговевшие наросты «святого»: государство, нация, традиция.

Небо человека — мышление, дух. Всё может быть у него отнято, только не мышление, не вера.
Способность мыслить — критерий принадлежности к человеческому роду. Однако, что верно для человека, то не подходит Единственному. Моё мышление — это не я, не моя собственность. Наоборот, любые попытки придания мне формы и включения через это в иерархию основаны на моем стремлении к идеалу, который вначале необходимо помыслить. Штирнер идёт дальше Декарта с его cogito, ergo sum: «Только бессмысленность спасает меня от мысли». Снявши кожу по небесам не плачут.
Отказавшись от всякого обоснования чем-либо вне себя, Единственный вдруг очутился в той точке, где «зубы догматиков и критиков» уже не ранят его. Что Афины и Иерусалим Единственному? «Снявши кожу вашего шёпота не слышу уже», — мог бы сказать нам Единственный, если бы не отказался бы и от слова:

Переход за пределы этой области (области мысли) ведёт в неизречимое. «Слово» — ЛОГОС есть для меня «только слово».
Освобождение от одержимостей мира даёт свободу от мира одержимых. Однако, находясь уже на границе абсолютной свободы, Единственный делает следующий шаг, когда освобождается и от идеала свободы.

Быть свободным от чего-нибудь — значит только избавиться или не иметь чего-либо. Но отказавшись от следования «истине», от воплощения идеала, а значит, и от дуализма греха — святости, «единственная личность» выходит за рамки не только от всемирной истории, но и от своей собственной, "ибо совершеннейшее самоотрицание тоже сводится именно к свободе, к свободе от самоопределения, от собственного «я», и стремление к свободе как к чему-то абсолютному, за что стоит заплатить какую угодно цену, лишило нас своего своеобразия; оно создало самоотречение, самоотрицание.
Поэтому, вместо мечты свободы, которая всегда будет вызывать раздражение против всего, что может её ограничить, а, стало быть, против всего, что не является «Мной», Единственный начертал на своём знамени девиз своеобразия и особенности. Он снова возвращается в мир, но только для того, чтобы окончательно противопоставить его себе.
Я не стану Единственным и свободным, пока между нами существует хотя бы одно взаимоотношение; и не стану Единственным и «своеобразным» пока не освобожу мир для того, чтобы сделать его Своей собственностью. Отныне только Моя воля и Моя Мощь ставят пределы моему отношению с реальным миром, созданным Мной лишь для того, чтобы стать Моим и доставлять Мне наслаждение. Nihil humanum a Me alienum puto.
Однако Единственный не подпадает вновь под власть мира. Особенность не уничтожает свободу как раз потому, что мир — это всего лишь собственность Единственного, и потерю его он не считает потерей для себя. Даже то, что делает Единственного Единственным — его особенность, — остаётся, в итоге, не более чем предикатом, который он сам себе приписывает. Между Единственным и его качествами по-прежнему существует непреодолимая пропасть, на которую он указывает своим торжествующим смехом.

Конечно, как собственник мыслей, я также буду защищать мою собственность, как и будучи собственником вещей, я не позволял посягать на них; но я буду с улыбкой на устах смотреть на исход битвы, с улыбкой прикрою щитом трупы моих мыслей и моей веры, с улыбкой буду торжествовать, если буду побеждён.

## Первая публикация
Первое издание вышло в известном издательстве Отто Виганда, которое в то время выпускало большинство наиболее значительных радикальных произведений. Книга была помечена 1845 годом, но появилась в продаже уже в первых числах ноября 1844. Писатель Джон Генри Маккей свидетельствует: «Первое издание „Единственного“ было, по внешности, одним из лучших изданий фирмы: объёмистый том, почти в пятьсот страниц, был напечатан на прекрасной бумаге, с широкими полями, крупным, чётким шрифтом, и почти без опечаток. Это первое издание, ставшее ныне библиографической редкостью и стоившее в то время, в обложке, два с половиной талера, во всех отношениях лучше двух позднейших».
Окружное цензурное управление в Лейпциге распорядилось о немедленном аресте книги, но было задержано только 250 экземпляров. Несколько дней спустя арест был снят министерством внутренних дел на основании того, что книга «слишком нелепа» и поэтому не представляет опасности.
Второе издание книги появилось в 1882 году; в 1891 году она была перепечатана в «Universalbibliothek» Антона Филиппа Реклама.

## Реакция на книгу
Количество серьёзных и подробных отзывов о книге было сравнительно невелико. Молодой философ Куно Фишер дал резкую оценку книге в своей брошюре «Die modernen Sophisten». Резко отнёсся к ней и Фейербах, который опубликовал ответ на критику Штирнером его «Сущности Христианства». Из социалистического лагеря она подверглась отрицательной оценке со стороны Гесса. Сочувственный отзыв она встретила в статье Тальяндье в «Revue des Deux Mondes»: «De la crise actuelle de la Philosophie Hegélienne. Les partis extrêmes en Allemagne». Фридрих Энгельс написал письмо Карлу Марксу, где настаивал на пересмотре их отношения к философско-антропологической концепции Фейербаха. Чуть позже Маркс и Энгельс раскритиковали концепцию Штирнера в «Немецкой идеологии».